# باستور تروي
باستور تروي (بالإنجليزية: Pastor Troy) هو منتج أسطوانات ومغني وموسيقي وملحن أمريكي، ولد في 18 نوفمبر 1977 في أوغستا في الولايات المتحدة.

## وصلات خارجية
- باستور تروي على موقع IMDb (الإنجليزية)
- باستور تروي على موقع ميوزك برينز (الإنجليزية)
- باستور تروي على موقع أول ميوزيك (الإنجليزية)
- باستور تروي على موقع ديسكوغز (الإنجليزية)